# Тонконіг Ремана
Тонконіг Ремана (Poa rehmannii) — вид однодольних квіткових рослин з родини злакових (Poaceae).

## Біоморфологічна характеристика
Багаторічна рослина 25–60 см заввишки. Стебла, принаймні під вузлами, з густим запушенням. Квітне у липні

## Поширення
Ареал: Румунія, Україна.
В Україні вид зростає у горах на кам'янистих місцях — відомий лише з Івано-Франківської області.